# (7565) Zipfel
(7565) Zipfel est un astéroïde de la ceinture principale.

## Description
(7565) Zipfel est un astéroïde de la ceinture principale. Il fut découvert le 14 septembre 1988 à Cerro Tololo par Schelte J. Bus. Il présente une orbite caractérisée par un demi-grand axe de 3,05 UA, une excentricité de 0,14 et une inclinaison de 3,3° par rapport à l'écliptique.

## Compléments